# Presa hidroeléctrica de Krasnoyarsk
La presa hidroeléctrica de Krasnoyarsk es una presa de gravedad de hormigón que llega a los 124 m de alto y que se encuentra en el río Yeniséi alrededor de 30 km corriente arriba de Krasnoyarsk en Divnogorsk, Rusia. Se construyó entre 1956 y 1972 y proporciona 6000 MW de energía, usada en su mayoría como suministro para la KrAZ (Krasnoyarski Aliumínievy Zavod, «Fábrica de aluminio de Krasnoyarsk»). Tanto la central de aluminio como la eléctrica están controladas por la compañía RUSAL.
Como resultado de la presa, se creó el Embalse de Krasnoyarsk. Este embalse, también conocido como Krasnoyárskoye More («Mar de Krasnoyarsk»), tiene una superficie de 2130 km² y un volumen de 73,3 km³. Tiene una longitud de 388 km y 15 km de ancho en su punto más amplio, con una profundidad media de 36,6 m y de 105 m cerca de la presa.
La presa de Krasnoyarsk ha afectado profundamente al clima local. Antes de que se construyera, el Yeniséi en esa zona estaba libre de hielo alrededor de 196 días al año. Ahora está libre de hielo todo el año, hasta 300-400 km corriente abajo. La enorme cantidad de agua almacenada en el embalse Krasnoyárskoye hace que el clima local sea más templado y húmedo.
La presa está equipada con un canal de plano inclinado para permitir el paso de barcos. Se considera que es un monumento simbólico de Krasnoyarsk, está representado en el billete de 10 rublos.